# Gustav zu Sayn-Wittgenstein-Berleburg
Gustav Wolfgang Wilhelm Christian Friedrich Prinz zu Sayn-Wittgenstein-Berleburg (* 20. Mai 1837 in Berleburg; † 1. April 1889 ebenda) war ein deutscher Adliger und Abgeordneter.

## Leben
Gustav zu Sayn-Wittgenstein-Berleburg war Angehöriger des Hochadelsgeschlechts der Fürsten Sayn-Wittgenstein-Berleburg. Seine Eltern waren Albrecht zu Sayn-Wittgenstein-Berleburg (1777–1851) und dessen Ehefrau Christiane Charlotte Wilhelmine Gräfin zu Ortenburg (1802–1854). Sayn-Wittgenstein-Berleburg war evangelischer Konfession.
Als Standesherr hatte sein Bruder Albrecht eine Reihe von Vorrechten, darunter eine Virilstimme auf dem Provinziallandtag der Provinz Westfalen. Als Standesherr durfte er sich dort vertreten lassen. So ließ er sich auf Provinziallandtag 1868 durch seinen Bruder Gustav vertreten.

## Ehe und Nachkommen
Prinz Gustav heiratete am 24. September 1878 Marie von Gemmingen-Hornberg (* 22. November 1855 in Babstadt; † 10. Oktober 1946 in Berleburg). Aus der Ehe mit Marie gingen folgende Kinder hervor: 
- Charlotte (1879–1968)
- Hildegard (1880–1973)
- Richard (1882–1925)
- Wolfgang (1887–1966)